# Кристин Марион Фрейзър
Кристин Марион Фрейзър (на английски: Christine Marion Fraser) е шотландска писателка, авторка на бестселъри в жанра любовен роман.

## Биография и творчество
Кристин Марион Фрейзър Ашфийлд е родена на 24 март 1938 г. в Гован, Глазгоу, Шотландия. Тя е второто от деветте деца на корабостроителен работник и съпругата му. Като дете, на 10 години, заболява от калциране на ставите и ползва инвалидна количка цял живот. На 12 години започва да пише различни истории. Когато е на 18 г. семейството се мести в Кастълмилк. Година по-рано е починала майка ѝ, а по-късно и баща ѝ. За да помага в издръжката на семейството работи като машинист във фабрика за трикотаж.
През 1959 г. се омъжва за Кенет Камерън Ашфийлд, художник. Имат една дъщеря – Трейси. Двамата се местят в Аргил, където съпругът ѝ я насърчава да пише.
Първият ѝ роман „Фъргъс и Шона“ от поредицата „Сага за Рейна“ е издаден през 1978 г. Затрогващата романтична история на книгата, за която няма рекламен маркетинг, бързо става популярна сред читателите, и я превръща в бестселър. Следващите продължения на сагата и поредиците „Крале“ и „Аристократ“ налагат произведенията на писателката сред най-предпочитаните автори в англоговорещите страни. Съпругът ѝ се отказва от работата си на графичен дизайнер, за да ѝ помага и да отговаря на писмата на почитателите.
Произведенията на писателката са преведени на 13 езика и са издадени в над 3 милиона екземпляра по света.
Кристин Марион Фрейзър умира на 22 ноември 2002 г. в Грийнок, Ренфрушър, Шотландия.

## Произведения

### Самостоятелни романи
- Ullin Macbeth (1996)
- Wild Is the Day (1996)
- The Poppy Field (1997) – с Франк Иън Галоуей
- Out of the Past (1997)

### Серия „Сага за Рейна“ (Rhanna)
1. Rhanna (1978)
Фъргъс и Шона, изд. „Плеяда 7“ (1992), прев. Емилия Димитрова
2. Rhanna at War (1980)
Шона и Нийл, изд. „Плеяда 7“ (1992), прев. Емилия Димитрова
3. Children of Rhanna (1983)
4. Return to Rhanna (1984)
5. Song of Rhanna (1987)
6. Storm Over Rhanna (1988)
7. Stranger on Rhanna (1992)
8. A Rhanna Mystery (1996)

### „Автобиографична серия“ (Autobiographical)
1. Blue Above the Chimneys (1980)
2. Roses Round the Door (1986)
3. Green Are My Mountains (1990)
4. Beyond the Rainbow (1994)

### Серия „Крале“ (Kings)
1. King's Croft (1986)
2. King's Acre (1987)
3. King's Exile (1989)
4. King's Close (1991)
5. King's Farewell (1993)

### Серия „Аристократ“ (Noble)
1. Noble Beginnings (1994)
2. Noble Deeds (1995)
3. Noble Seed (1997)

### Серия „Кинвара“ (Kinvara)
1. Kinvara (1998)
2. Kinvara Wives (1999)
3. Kinvara Summer (2000)
4. Kinvara Affairs (2001)